# Radionavigation
Radionavigation er navigation ved hjælp af radiosignaler: Det generelle princip er, at man ved at modtage og afkode signaler fra radiosendere med veldefinerede positioner kan bestemme sin egen position i forhold til senderne. Global Positioning System, eller GPS, er det seneste skridt i udviklingen, og betjener en lang række både civile og militære brugere, både til lands, til vands og i luften. Før indførelsen af dette system eksisterede der en række forskellige systemer der virker ved hjælp af landbaserede sendere, til brug for bl.a. sø- og luftfart.
Man kan bestemme et punkts (fx fly, køretøj...) placering ved afstandsmåling; trilateration - eller via måling af vinkler; triangulering.

## Radionavigation i luften
Til brug for fly har man (ud over GPS-systemet) to systemer til radionavigation: Ikke-retningsbestemte radiofyr samt retningsbestemte VHF-radiofyr.

### Ikke-retningsbestemte radiofyr
Et radiofyr (som i princippet kan være enhver radiosender med en veldefineret position og en fast, uforanderlig sendefrekvens) udsender et signal som i flyet modtages af et instrument kaldet ADF (for Automatic Direction Finder; engelsk for "automatisk retnings-finder"): Dette instrument viser retningen til den modtagne sender relativt flyets retning: Er senderen lige ret forude, peger viseren på ADF-instrumentet lige opad; er senderen direkte til venstre for flyet, peger viseren til venstre osv.

### Retningsbestemte VHF-radiofyr
Det såkaldte VOR-system (for VHF Omnidirectional Range) bygger på særlige radiofyr, hvis signaler varierer med den kompasretning i forhold til fyret hvorfra man modtager dem. Dette system kan bruges på flere måder:
- Piloten kan følge en bestemt kompasretning i forhold til radiofyret (kaldet en radial), enten på vej ind imod dette (omtales som inbound) eller på vej væk derfra (outbound). Signalet kan også anvendes af en evt. autopilot, som derigennem kan sættes til at følge en bestemt radial.
- Ved at undersøge retningen til to VOR-sendere to forskellige steder i flyets nærhed, kan man ved krydspejling bestemme flyets aktuelle position.
- Visse VOR-radiofyr har særlige faciliteter der gør det muligt for udstyret i flyet at bestemme afstanden til radiofyret: Kan man modtage blot et enkelt radiofyr af denne kategori, kan man ligeledes bestemme sin øjeblikkelige position over terrænet.